# Láser Viviente
El Láser Viviente (Arthur Parks) es un personaje que aparece en los cómics estadounidenses publicados por Marvel Comics. Creado por Stan Lee y Don Heck, hizo su primera aparición en Los Vengadores # 34 (noviembre de 1966). Se le presenta como un supervillano, un enemigo recurrente de Iron Man y juega un papel clave en el final de la miniserie «Iron Man: The Inevitable».
Arthur Parks comenzó como un científico que inventó pequeños láseres montados en la muñeca y los usó para persecuciones criminales. Fue miembro de la Legión Letal y en un momento estuvo a punto de dominar el mundo debido a su posesión de la Corona Serpiente, pero Los Vengadores lo frustraron. El Láser Viviente pareció explotar en el espacio, pero en realidad su cuerpo se transformó en forma de un fotón, convirtiéndolo en un Láser viviente real.

## Historia de publicación
El Láser Viviente debutó en Los Vengadores #34 (noviembre de 1966) como Arthur Parks, un científico que creó unidades láser montadas en la muñeca y un traje. El escritor Mike Conroy declaró «Arthur Parks fue un científico suficientemente competente para diseñar proyectores láser lo suficientemente pequeños para llevarlos en sus muñecas y llegó a ese logro en 1966».
Después de su aparición en el número siguiente, el Láser Viviente resurgió en Avengers King-Size Special #1 (septiembre de 1967). Después de una aparición en Captain America #105 (septiembre de 1968), el personaje fue parte de la primera versión de la Legión Letal en The Avengers #78-79 (julio a agosto de 1970). Después de un encuentro con el héroe Kree Mar-Vell en Captain Marvel #35 (noviembre de 1974), el Láser reapareció en una historia extendida en Avengers #151 (septiembre de 1976); #153 (noviembre de 1976) y The Avengers Annual  #6 (1976).
Después de aparecer como parte de una pseudo Legión Letal en The Avengers #164-166 (noviembre de 1977 a enero de 1978), el personaje volvió en Iron Man #152-153 (noviembre a diciembre de 1981) y Iron Man #211 (octubre de 1986). El Láser aparece en la historia «Acts of Vengeance» en Quasar #6 (enero de 1990) y volvió a aparecer en una nueva forma de fotón en Iron Man #259-263 (agosto a diciembre de 1990) antes de volver en Quasar #30 (enero de 1992) y Iron Man #289 (febrero de 1993).
Otras apariciones incluyen la serie limitada Super-Villain Team-Up: MODOK's 11 #1-5 (septiembre de 2007 a enero de 2008) y Los Nuevos Vengadores #35 (octubre de 2007). El personaje regresó durante la serie limitada Invasión Secreta #1-8 (junio de 2008 a enero de 2009) e hizo apariciones esporádicas en Los Nuevos Vengadores.

## Biografía del personaje ficticio
Como el "Láser Viviente", Parks se convierte en mercenario y criminal profesional. Él desarrolla una obsesión por la heroína Avispa, y después de secuestrarla se ve obligado a luchar contra el equipo de superhéroes los Vengadores. Capturó a Ojo de Halcón y Capitán América colocándolos en un anillo de láseres antes de irse, pero fueron capaces de hacer contacto con otro miembro que les ayudó a escapar. El Láser Viviente se reunió con los Vengadores de nuevo cuando intentó conquistar un pequeño país sudamericano, que derrota y encarcela al villano.
El Láser, después de escapar de prisión al crear un láser utilizando piezas teletransportadas a él, reaparece como parte de un equipo formado por el maestro villano el Mandarín después de ser teletransportado a su base, en un intento fallido por destruir a los Vengadores y conquistar el mundo y atacó África para tratar de tomar los diamantes, pero fue derrotado por Thor y Ojo de Halcón a pesar de que el robot Ultimo fue transportado allí desde un volcán. y como parte de la "Brigada de Batroc" (que consiste en el Láser, el Espadachín y Batroc el Saltador) en una batalla contra el Capitán América. El Láser reaparece como parte de la primera versión de la Legión Letal reunida por el Segador en un ataque de venganza fallido sobre los Vengadores y tiene un encuentro con el héroe Kree Mar-Vell.
El Láser finalmente adquiere el artefacto la Corona Serpiente, y mientras controla el arma viviente Nuklo y un batallón del ejército de los Estados Unidos intenta conquistar el mundo, pero es derrotado por los Vengadores. Él es entonces empleado - junto con sus compañeros villanos Power Man y Torbellino - por el Conde Nefaria, que amplifica temporalmente sus habilidades y los envía contra los Vengadores como la segunda Legión Letal. El efecto, sin embargo, es temporal y sus habilidades combinadas son drenadas por Nefaria (que en modo "poderoso" lucha con los Vengadores hasta ser derrotado por la Visión).
Descubriendo que la amplificación provocó una acumulación de energía en su cuerpo que está alcanzando un nivel crítico - y potencialmente fatal - el Láser busca la ayuda de los científicos germanoorientales, que se ofrecen ayudar al drenar el exceso de energía y usarlo para alimentar una red de satélites de armas. El plan, sin embargo, es detenido por Iron Man y en la batalla con el héroe, los niveles de energía del Láser crean una masa crítica. Aunque El Láser pide ayuda, Iron Man no tiene otra opción que arrojar al personaje a la atmósfera donde se detona y al parecer muere. Finalmente revivido, El Láser lucha con Iron Man una vez más; y durante la historia Actos de Venganza lucha con el héroe Quasar.
El Láser reaparece en una nueva forma de fotón, haciéndose pasar por el difunto Hombre de Titanio mientras se burla de Iron Man. El villano es finalmente derrotado y desterrado a un universo alternativo. El villano finalmente escapa, y obtiene una posición en Industrias Stark. James Rhodes (un empleado de Stark y amigo), sin embargo, se ve obligado a atrapar al Láser fuera de control en una cámara de comunicación de haz ancho, que lo dispersa a través de la galaxia de Andrómeda.
El Láser regresa como empleado del villano de Ideas Mecánicas Avanzadas (AIM) MODOK, y más tarde como miembro de un ejército criminal formado por el villano Hood. El villano se alía con los héroes durante la historia de Invasión Secreta en una batalla campal con los alienígenas Skrulls, y tiene una serie de encuentros con varios equipos de Vengadores.
Mandarín y Zeke Stane reclutan a Láser Viviente para unirse con otros villanos de Iron Man en un plan para derrotar a Iron Man. Al recibir mejoras, Láser Viviente consiguió romper el arco repulsor de Tony Stark haciéndolo entrar en un fallo cardiaco.
Durante la parte del "Salvo de apertura" de la historia del "Imperio Secreto", el Barón Helmut Zemo recluta al Láser Viviente para unirse al Ejército del Mal. Láser Viviente, Batroc el Saltador y Torbellino atacan a un hombre barbudo y demacrado con uniforme de ejército desgarrado de la Segunda Guerra Mundial que se identifica a sí mismo como Steve Rogers. Es asistido por personas que parecen ser Sam Wilson y un Bucky Barnes con ambos brazos.
Durante el arco "Search for Tony Stark", Láser Viviente se unió a la pandilla de Capucha y ayudó en el ataque contra el Castillo Doom.
En un período previo al arco "Sins Rising", el Conde Nefaria, que usa una silla de ruedas, luego forma su última encarnación de la Legión Letal con Gárgola Gris, Láser Viviente y Torbellino en un complot para apuntar al Catalizador. En la Universidad Empire State, el Dr. Curt Connors revela el Catalizador a la multitud cuando la Legión Letal ataca. Mientras Grey Gargoyle y Whirlwind atacan a las personas presentes, Láser Viviente ayuda al Conde Nefaria a operar el Catalizador. Spider-Man aparece y tiene dificultades para luchar contra ellos debido al hecho de que su mente estaba enfocada en lo que un Sin-Eater revivido le hizo a Overdrive. Sin-Eater aparece y comienza a usar la misma arma que usó en Overdrive en los miembros de la Legión Letal mientras tomaba sus poderes. Los cuatro fueron enviados a Ravencroft donde comenzaron a actuar como reclusos modelo.
Como un efecto secundario del suicidio de Sin-Eater al copiar la precognición de Madame Web reveló que Kindred los estaba usando, Láser Viviente y el resto de la Legión Letal recuperaron sus pecados y se encuentran entre los villanos que se enfurecieron.
Durante la historia de "Sinister War", Kindred revivió a Sin-Eater nuevamente y uno de los ciempiés demoníacos que emergieron de su cuerpo tomó posesión de Láser Viviente y lo convirtió en uno de los miembros de Seis Pecadores.

## Poderes y habilidades
Un científico de investigación dotado con experiencia en tecnología de láser y un doctorado en física, Arthur Parks inicia su carrera criminal utilizando unidades de proyección de láser montadas en la muñeca, y posteriormente se implanta diodos láseres en miniatura en su piel que absorben energía. Con los implantes de diodo, Parks es capaz de la proyección de energía, refracción para la generación de invisibilidad e ilusión. 
El cuerpo físico de Parks es finalmente reemplazado por fotones debido a una sobrecarga de los implantes de diodo. Al aumentar la densidad de los fotones que comprenden su forma, Parks pueden consigue "solidez"; proyecta fotones como rayos de energía y crean imágenes holográficas tridimenionales. El personaje también posee habilidades telepáticas limitadas y puede viajar a la velocidad de la luz.

## Otras versiones

### What If?
El título del universo alternativo What If ofrece una historia que el personaje se reforma trabaja en Industrias Stark, con tres resultados diferentes siendo presentados.

### Heroes Reborn
En el universo Heroes Reborn, creado por Franklin Richards, Arthur Parks fue un exitoso hombre de negocios de Fibra Óptica Parks, hasta que perdió su empresa con Tony Stark. Parks, ahora quebrado y desesperado, habiendo dejado a su mujer Amy, utiliza su propia tecnología para transformarse a sí mismo y atacar a Stark en su propia casa. Stark supo qué Parks estaba atacándole, y trató de expiar lo que había hecho y convencer a Parks de detener su ataque. Parks se negó a parar para que Stark en su traje de Iron Man se viera obligado a destruir su armadura de contención causando que su forma de láser se disipase, matándolo.

## En otros medios

### Televisión
- Láser Viviente aparece en la serie animada Iron Man, con la voz de Robert Hays. Se le muestra como un siervo del Mandarín, junto a M.O.D.O.K., Hypnotia, Dreadknight, Blacklash, Gárgola Gris, Ventisca y Justin Hammer.
- Láser Viviente aparece en Iron Man: Armored Adventures episodios "Fusión", "Diversión con Láseres", "Technovore", "Diseñado sólo para el caos" y "Mira dentro de la luz", con la voz de Louis Chirillo. Esta versión, Arthur Parks es un ex-ronco de Maggia, que obtiene un chaleco especial - un prototipo probado de Stark Internacional - que lo transforma en el Láser Viviente. Las revoluciones del Láser Viviente. sobre el aprendizaje de Tony Stark, que había estado intentando ahorrar el Láser Viviente de su cuerpo inestable, y Iron Man es la misma persona y realizando que estaba intentando solamente ayudarlo. Láser Viviente se sacrifica para detener a M.O.D.O.K.. Más tarde, el Sr. Fix revivió al Láser bajo las órdenes de Justin Hammer. Sin embargo, traerlo de vuelta, era dividirlo en cargas positivas y negativas, lo que resulta en el heroico Láser reconstituyéndose con su negativo y se fue a explorar el universo.
- Láser Viviente aparece en Los Vengadores: Los héroes más poderosos de la Tierra con la voz de Nolan North.[32]En los episodios como "La fuga" Pt. 1, se muestra como un preso en la Bóveda cuando se produce una fuga en masa. Se incendió a través de la puerta de la habitación de los confiscados de los internos y luego se unió a otros villanos de Iron Man como Crimson Dynamo, Blizzard y un Whiplash femenina para matar a su enemigo para siempre, pero fueron detenidos con la ayuda de Hawkeye. Regresa en el episodio "La tierra de rehén" donde se une a los Maestros del Mal del Barón Henrich Zemo y termina peleando con Iron Man. Él es derrotado cuando Iron Man utiliza su armadura para absorber la forma de energía del Láser Viviente y liberarlo en el espacio exterior y aparece en "Actos de Venganza".
- Láser Viviente aparece en Ultimate Spider-Man, primera temporada, episodio 5; "El vuelo de la araña de hierro", con la voz de Keith Szarabajka.[33] Esta versión es un exempleado de Industrias Stark. Spider-Man, Power Man, Puño de Hierro, Nova y White Tiger, luchan contra Láser Viviente hasta que Iron Man lo derrota. Cuando Láser Viviente luchó contra el equipo de Spider-Man, Spider-Man aparece en su traje Araña de Hierro detectado al Láser Viviente. Durante la pelea, Láser Viviente se escapa en el traje Araña de Hierro en una trama para derrotar a Iron Man. Iron Man es eliminado por el traje Araña de Hierro de Spider-Man para que Láser Viviente pueda hacerse cargo de la armadura de Iron Man. Mientras intentaba usar la armadura de Iron Man para hackear la tecnología de Industrias Stark, Spider-Man (que había conseguido un mejor control sobre la armadura) llega con su equipo. Con cierta información de JARVIS, Spider-Man utiliza un choque en el traje de Iron Man para expulsar a Láser Viviente. Spider-Man conduce al Láser Viviente en una cámara molecular de la interrupción donde el Láser Viviente fue dispersado a través de varias dimensiones. Uno de ellos terminó en el universo de The Super Hero Squad Show donde el Láser Viviente fue derrotado por la mini-versión de Thor de esa realidad.

### Videojuegos
- Láser Viviente aparece en el videojuego de 1991 Captain America and the Avengers.
- Láser Viviente aparece como un jefe ocasional en Iron Man 3, con la voz de Tom Wayland.[32]Esta versión es una mutación creada por AIM, Aldrich Killian /MODOK y Ezekiel Stane. El Láser Viviente lucha contra Iron Man en dos ocasiones, y el primero logra asegurar Extremis para AIM durante su primer encuentro. Más tarde, el Láser Viviente ayuda a MODOK a cargar su conciencia en la computadora central de Industrias Stark y lleva a Iron Man a China como una distracción para que Stane pueda capturar a Pepper Potts. Después de ser derrotado por Iron Man, el Láser Viviente desaparece.
- Láser Viviente aparece como jefe en Marvel Heroes, con la voz de Andrew Kishino.[32]
- Láser Viviente aparece en Marvel: Avengers Alliance 2.[34]
- Láser Viviente aparece como un jefe en Iron Man VR, con la voz de Leonardo Nam.[32]Esta versión es un ex empleado de Industrias Stark con una venganza personal contra Tony Stark. Después de morir en circunstancias desconocidas, es resucitado por el Fantasma, quien le proporciona tecnología de armadura láser para ayudarla a llevar a cabo su propia venganza contra Stark. Llamándose a sí mismo el "Láser Viviente", él lucha contra Iron Man varias veces antes de ser derrotado y arrestado durante un ataque al Helicarrier de S.H.I.E.L.D.[35]